# Govern de Lituània
El Govern de Lituània (en lituà: Lietuvos Respublikos Vyriausybė ) és el gabinet de Lituània. Està compost pel Primer ministre, qui exerceix com a Cap de govern i 14 ministres.

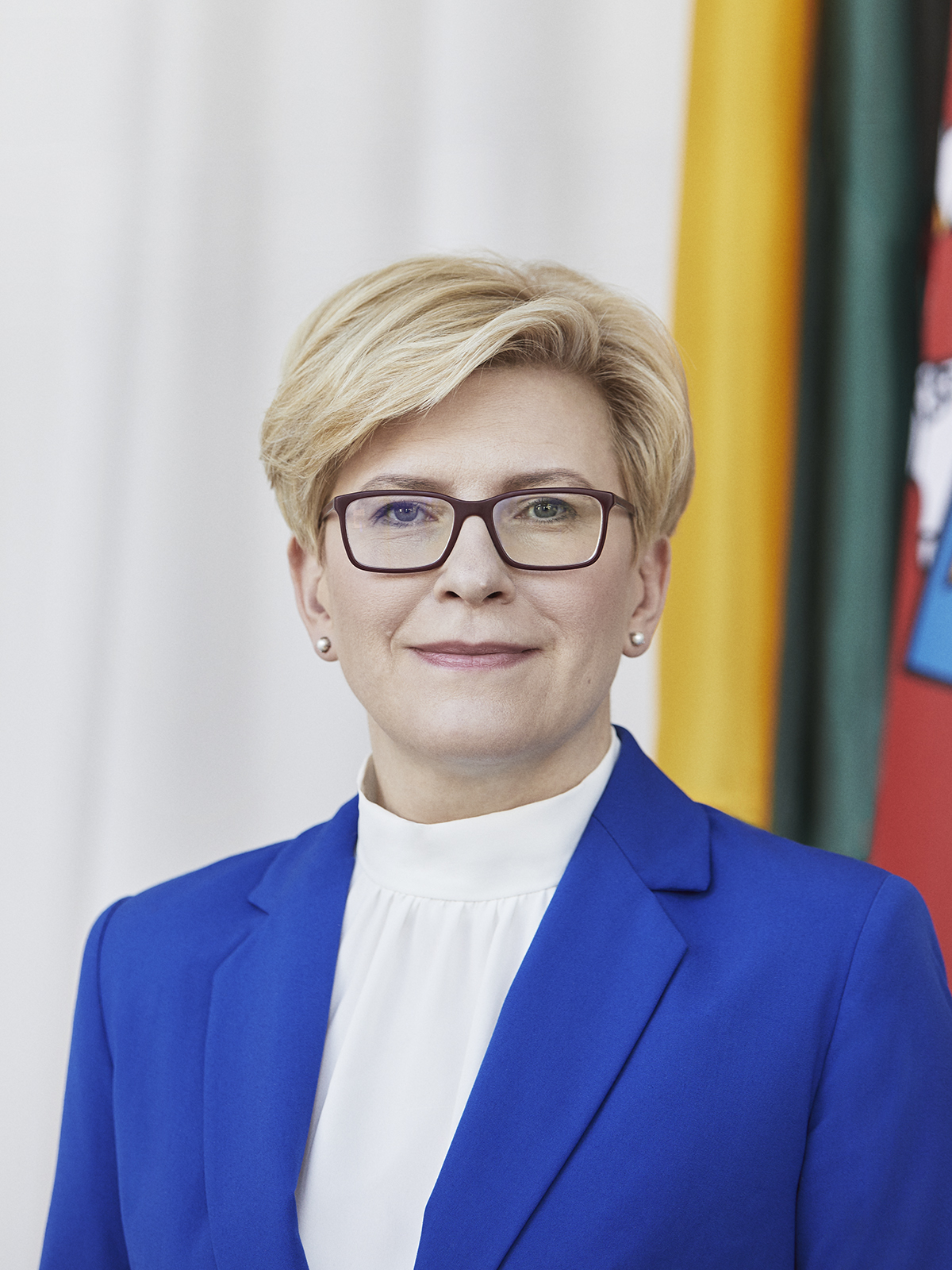
Primera ministra de Lituània Ingrida Šimonytė.

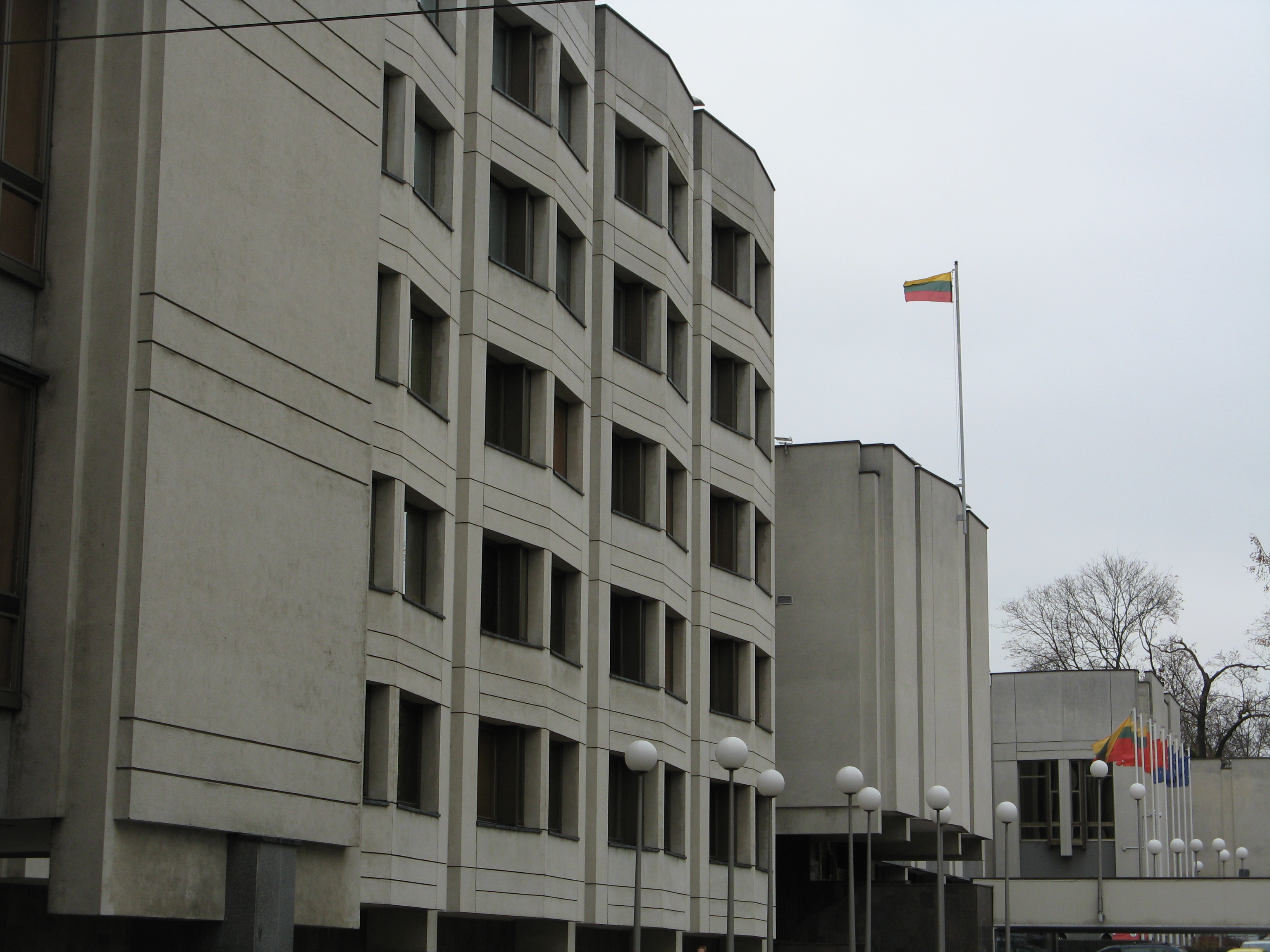
Edifici del govern de Lituània a Vílnius, disseny de l'arquitecte Vytautas Čekanauskas.

El Primer ministre és nomenat pel President i confirmat pel Seimas. L'actual primera ministra és Ingrida Šimonytė (designada el 24 de novembre de 2020).

## Ministeris
Llista dels ministeris de Lituània encapçalats per ministres del govern (Gabinet Šimonytė):
| Ministeri                               | Nom                    | Partit                                  |
| --------------------------------------- | ---------------------- | --------------------------------------- |
| Ministeri d'Agricultura                 | Dalia Miniataitė       | Independent                             |
| Ministeri de Cultura                    | Simonas Kairys         | Moviment dels Liberals Lituans          |
| Ministeri d'Economia i Innovació        | Aušrinė Armonaitė      | Partit de la Llibertat                  |
| Ministeri d'Educació, Ciència i Esports | Jurgita Šiugždinienė   | Unió Patriòtica - Democristians Lituans |
| Ministeri d'Energia                     | Dainius Kreivys        | Unió Patriòtica - Democristians Lituans |
| Ministeri de Medi Ambient               | Simonas Gentvilas      | [Moviment dels Liberals Lituans         |
| Ministeri de Finances                   | Gintarė Skaistė        | Unió Patriòtica - Democristians Lituans |
| Ministeri d'Afers Exteriors             | Gabrielius Landsbergis | Unió Patriòtica - Democristians Lituans |
| Ministeri de Salut                      | Arūnas Dulkys          | Partit Socialdemòcrata de Lituània      |
| Ministeri d'Interior                    | Agnė Bilotaitė         | Unió Patriòtica - Democristians Lituans |
| Ministeri de Justícia                   | Evelina Dobrovolska    | Partit de la Llibertat                  |
| Ministeri de Defensa Nacional           | Arvydas Anušauskas     | Unió Patriòtica - Democristians Lituans |
| Ministeri de Seguretat Social i Treball | Monika Navickienė      | Unió Patriòtica - Democristians Lituans |
| Ministeri de Transport i Comunicacions  | Kasparas Adomaitis     | Partit de la Llibertat                  |

## Institucions del govern lituà
- Comitè per al Desenvolupament de la Societat de la Informació.
- Departament d'Educació Física i Esports.
- Departament d'Arxius de Lituània.
- Departament d'Estadística.
- Departament de Minories Ètniques i Emigració.
- Inspecció de l'Estat de Seguretat Nuclear.
- Inspecció de l'Estat de Protecció de Dades.
- Oficina Estatal d'Aliments i Veterinària.
- Oficina Estatal per al control del tabac i l'alcohol.
- Oficina de Contractació Pública.